# Bartłomiej Pawłowski
Bartłomiej Pawłowski (Zgierz, 1992. november 13. –) lengyel korosztályos válogatott labdarúgó, a Widzew Łódź csatárja.

## Pályafutása

### Klubcsapatokban
Pawłowski a lengyelországi Zgierz városában született. Az ifjúsági pályafutását az ŁKS Łódź csapatában kezdte, majd a Promień Opalenica akadémiájánál folytatta.
2010-ben mutatkozott be a Jagiellonia Białystok első osztályban szereplő felnőtt csapatában. A következő három évben a GKS Katowice, a Jarota Jarocin, a Warta Poznań és a Widzew Łódź csapatainál szerepelt kölcsönben. 2013-ban a lehetőséggel élve a Widzew Łódźhoz, majd egy hónappal később kölcsönben a spanyol Málagahoz igazolt.
2014-ben visszatért Lengyelországba és a Lechia Gdańsknál folytatta a labdarúgást. A 2014–15-ös szezon második felében a Zawisza Bydgoszcz, míg a 2015–16-os szezonban a Korona Kielce csapatát erősítette szintén, mint kölcsönjátékos. 2017-ben a Zagłębie Lubinhoz, majd 2019-ben a török első osztályban érdekelt Gaziantephez igazolt. Először a 2019. augusztus 19-ei, Fenerbahçe ellen 5–0-ra elvesztett mérkőzésen lépett pályára. Első gólját 2020. július 9-én, a Konyaspor ellen 3–1-re megnyert találkozón szerezte meg. 2020-ban a Śląsk Wrocław szerződtette. 2020. szeptember 19-én, a Pogoń Szczecin ellen 1–0-ra elvesztett bajnoki 60. percében, Lubambo Musondat váltva debütált.
2022. február 1-jén másféléves szerződést kötött a másodosztályú Widzew Łódź együttesével. Először a 2022. február 25-én, az Arka Gdynia ellen 5–2-es vereséggel zárult mérkőzésen lépett pályára. 2022. március 4-én, a Stomil Olsztyn ellen 2–0-ra megnyert találkozón mindkét gólt Pawłowski szerezte. A 2021–22-es szezonban feljutottak az első osztályba. 2022. július 17-én, Pogoń Szczecin ellen 2–1-re elvesztett bajnokin debütált, majd a 19. percben meg is szerezte első Ekstraklasa gólját a klub színaiben.

### A válogatottban
Pawłowski az U19-es és az U21-es válogatottakban is képviselte Lengyelországot.
2012-ben debütált az U21-es válogatottban. Először a 2012. november 14-ei, Bosznia-Hercegovina ellen 0–0-ás döntetlennel zárult mérkőzés félidejében, Łukasz Zejdler cseréjeként lépett pályára. Első válogatott gólját 2013. március 23-án, Litvánia ellen 3–0-ra megnyert barátságos mérkőzésen szerezte meg.

## Statisztikák
2023. március 13. szerint
| Klub                           | Szezon   | Osztály     | Bajnokság | Bajnokság | Kupa és Ligakupa | Kupa és Ligakupa | Nemzetközi | Nemzetközi | Összesen | Összesen |
| Klub                           | Szezon   | Osztály     | Meccs     | Gól       | Meccs            | Gól              | Meccs      | Gól        | Meccs    | Gól      |
| ------------------------------ | -------- | ----------- | --------- | --------- | ---------------- | ---------------- | ---------- | ---------- | -------- | -------- |
| Lechia Gdańsk                  | 2014–15  | Ekstraklasa | 12        | 0         | 0                | 0                | —          | —          | 12       | 0        |
| Lechia Gdańsk                  | 2015–16  | Ekstraklasa | 0         | 0         | 1                | 2                | —          | —          | 1        | 2        |
| Lechia Gdańsk                  | 2016–17  | Ekstraklasa | 6         | 0         | 0                | 0                | —          | —          | 6        | 0        |
| Lechia Gdańsk                  | Összesen | Összesen    | 18        | 0         | 1                | 2                | 0          | 0          | 19       | 2        |
| Zawisza Bydgoszcz (kölcsönben) | 2014–15  | Ekstraklasa | 15        | 0         | 0                | 0                | —          | —          | 15       | 0        |
| Korona Kielce (kölcsönben)     | 2015–16  | Ekstraklasa | 27        | 5         | 0                | 0                | —          | —          | 27       | 5        |
| Zagłębie Lubin                 | 2017–18  | Ekstraklasa | 30        | 3         | 3                | 1                | —          | —          | 33       | 4        |
| Zagłębie Lubin                 | 2018–19  | Ekstraklasa | 34        | 8         | 0                | 0                | —          | —          | 34       | 8        |
| Zagłębie Lubin                 | 2019–20  | Ekstraklasa | 1         | 0         | 0                | 0                | —          | —          | 1        | 0        |
| Zagłębie Lubin                 | Összesen | Összesen    | 65        | 11        | 3                | 1                | 0          | 0          | 68       | 12       |
| Gaziantep                      | 2019–20  | Süper Lig   | 18        | 1         | 2                | 0                | —          | —          | 20       | 1        |
| Śląsk Wrocław                  | 2020–21  | Ekstraklasa | 22        | 3         | 0                | 0                | —          | —          | 22       | 3        |
| Śląsk Wrocław                  | 2021–22  | Ekstraklasa | 12        | 0         | 0                | 0                | 4          | 0          | 16       | 0        |
| Śląsk Wrocław                  | Összesen | Összesen    | 34        | 3         | 0                | 0                | 4          | 0          | 38       | 3        |
| Widzew Łódź                    | 2021–22  | I Liga      | 10        | 6         | 0                | 0                | —          | —          | 10       | 6        |
| Widzew Łódź                    | 2022–23  | Ekstraklasa | 22        | 7         | 0                | 0                | —          | —          | 22       | 7        |
| Widzew Łódź                    | Összesen | Összesen    | 32        | 13        | 0                | 0                | 0          | 0          | 32       | 13       |
| Összesen                       | Összesen | Összesen    | 209       | 33        | 6                | 3                | 4          | 0          | 219      | 36       |

## Sikerei, díjai
Jagiellonia Białystok
- Lengyel Kupa
  - Győztes (1): 2009–10

- Lengyel Szuperkupa
  - Győztes (1): 2011

Widzew Łódź
- I Liga
  - Feljutó (1): 2021–22